# أهلي برج بوعريريج
شباب أهلي برج بوعريريج هو ناد جزائري لكرة القدم مقره برج بوعريريج، تأسس عام 1931. ألوان النادي هي الأصفر والأسود. ملعبهم الرسمي هو ملعب 20 أغسطس 1955 الذي يتسع لـ 15000 متفرج. يلعب النادي حاليًا في الرابطة ما بين الجهات لكرة القدم

## تاريخ
تأسس في 20 أبريل 1931 من قبل مجموعة شباب من مدينة برج بوعريريج، لكن ظروف الاستعمار الفرنسي آنذاك، جعل النادي يتوقف بعد سنوات، ليعود نشاطه بعد استقلال الجزائر عام 1962. ومنذ ذلك الحين أصبح أهلي البرج يكافح من أجل ضمان مكانه بين الكبار، لكن الحظ لم يسعفه واكتفى باللعب في بطولة الدرجة الثانية لفترة طويلة، بسبب سيطرة نادي وفاق سطيف على الولاية وكامل الجهة الشرقية، عاد الأهلي بقوة ليحقق أول صعود له موسم 1997/1998، لكن التجربة كانت قصيرة ليعود في نفس الموسم للقسم الثاني، صعد الفريق في موسم 2000/2001 ثم غادره موسم 2010/2011 وعاد في الموسم التالي 2011/2012 لحضيرة الكبار .
يعتبر شباب أهلي برج بو عريريج من الفرق القوية في البطولة الجزائرية رغم أنه لم يتمكن من تحقيق أي لقب طوال تاريخه، بعد أن خانه الحظ في نهائي كاس الجزائر الذي خسره بضربات الجزاء أمام شباب بلوزداد في 20 مايو 2009، أما أفضل نتيجة له في البطولة فكانت احتلال المرتبة الرابعة ثم الخامسة، ما جعله يشارك مرتين في بطولة دوري أبطال العرب، وحقق نتائج جيدة خاصة أمام الزمالك المصري الذي فرض عليه التعادل 2-2 في القاهرة، وهزمه للقادسية الكويتي وأهلي جدة السعودي.

## أفضل انجازاته
- الوصول إلى نهائي كاس الجمهورية عام 2008/2009
- المشاركة في كاس العرب للاندية سنتي 2005و 2006